# 11899 Weill
A 11899 Weill (ideiglenes jelöléssel 1991 GJ10) a Naprendszer kisbolygóövében található aszteroida. Freimut Börngen fedezte fel 1991. április 9-én.
Nevét Kurt Weill (1900–1950) német zeneszerző után kapta.